# スティング松岡 危機一髪!
スティング松岡 危機一髪!（スティングまつおかききいっぱつ）はフジテレビ系列で2006年12月29日25:30－26:30に放送されたテレビドラマ。
企画・主演は内村光良、脚本には内村の従兄で放送作家の内村宏幸が参加している。

## 概要
売れない芸人・スティング松岡と元ドラマプロデューサー・石堂美香子の結婚を、彼女の両親に認めさせようと、松岡が奮闘するコメディドラマ。ドラマとコントの垣根が無くなるとどうなるのか？をコンセプトにした実験的なドラマ。

## 出演者
- 松岡大介（スティング松岡） - 内村光良
- 石堂美香子 - 和久井映見
- 石堂蔵之介 - 神山繁
- 石堂恵美 - 鷲尾真知子
- 佐藤雅人 - 田中要次
- 優香 - 小沢絵理菜
- 松岡雄三 - 火野正平

## スタッフ
- 企画 - 内村光良
- 脚本 - 内村宏幸／高橋美幸
- プロデュース - 鈴木吉弘／中津留誠
- 演出 - 葉山浩樹
- 音楽 - 梅堀淳

## DVD
- 『スティング松岡 危機一髪!』　2007年4月27日発売